# Charlottetown Islanders
Charlottetown Islanders je kanadský juniorský klub ledního hokeje, který sídlí v Charlottetownu v provincii Ostrov prince Edwarda. Od roku 1999 působí v juniorské soutěži Quebec Major Junior Hockey League. Svůj současný název nese od roku 2013. Své domácí zápasy odehrává v hale Eastlink Centre s kapacitou 3 717 diváků. Klubové barvy jsou černá, zlatá a bílá.
Původně klub sídlil v Montrealu v provincii Québec a působil pod jménem Montreal Rocket, které dostal podle legendy Montrealu Canadiens Maurice Richarda známého jako "the Rocket". V roce 2003 se ale přestěhoval do Charlottetownu, Ostrov prince Edwarda a změnil si název na Prince Edward Island Rocket. A od sezony 2013/14 nese nynější název Charlottetown Islanders.
Nejznámější hráči, kteří prošli týmem byli např.: Marc-André Gragnani (působil i ve Lvu Praha), Maxim Lapierre, Ryane Clowe nebo Pascal Leclaire.

## Historické názvy
Zdroj: 
- 1999 – Montreal Rocket
- 2003 – Prince Edward Island Rocket
- 2013 – Charlottetown Islanders

## Vyřazená čísla
- 9 – Maurice Richard
- 22 – Pierre-André Bureau

## Klubové rekordy
| Týmové rekordy za sezonu | Týmové rekordy za sezonu | Týmové rekordy za sezonu |
| Rekord                   | Počet                    | Sezona                   |
| ------------------------ | ------------------------ | ------------------------ |
| Nejvíce bodů             | 91                       | 2003-04                  |
| Nejvíce výher            | 41                       | 2012–13                  |
| Nejvíce vstřelených gólů | 278                      | 2006–07                  |
| Nejméně vstřelených gólů | 198                      | 2004–05                  |
| Nejméně obdržených gólů  | 189                      | 2003–04                  |
| Nejvíce obdržených gólů  | 320                      | 2011–12                  |

| Hráčské rekordy za sezonu                          | Hráčské rekordy za sezonu | Hráčské rekordy za sezonu | Hráčské rekordy za sezonu |
| Rekord                                             | Hráč                      | Počet                     | Sezona                    |
| -------------------------------------------------- | ------------------------- | ------------------------- | ------------------------- |
| Nejvíce gólů                                       | David Laliberté           | 50                        | 2006–07                   |
| Nejvíce asistencí                                  | Ben Duffy                 | 71                        | 2012–13                   |
| Nejvíce bodů                                       | Ben Duffy                 | 110                       | 2012-13                   |
| Nejvíce bodů jako nováček                          | Filip Chlapik             | 75                        | 2014-15                   |
| Nejvíce bodů jako obránce                          | Marc-André Gragnani       | 71                        | 2005–06                   |
| Nejvíce trestných minut                            | Hugo Lehoux               | 300                       | 2001–02                   |
| Nejlepší průměr gólů obdržených na zápas (brankář) | Ryan Mior                 | 2.49                      | 2003–04                   |
| Brankáří = minimálně 1500 odehraných minut         |                           |                           |                           |

## Přehled ligové účasti
Zdroj: 
- 1999–2003: Quebec Major Junior Hockey League (Ouestova divize)
- 2003–2005: Quebec Major Junior Hockey League (Atlantická divize)
- 2005–2008: Quebec Major Junior Hockey League (Východní divize)
- 2008–2010: Quebec Major Junior Hockey League (Atlantická divize)
- 2010– : Quebec Major Junior Hockey League (Námořní divize)